# 白川村
白川村（日语：／ Shirakawa mura */?）為日本岐阜縣西北部大野郡的村。北與富山縣，西與石川縣接壤。跟富山縣的五箇山，以白川鄉與五箇山的合掌構造村落為知名。

## 地理
白川村位於岐阜縣北部（飛驒地域）的西北位置。村境西邊有以白山為主峰的兩白山地將村與石川縣區隔開來，北邊有人形山將村與富山的五箇山山村做區隔。山林占了全村面積的95.7%，陡峭的山坡為最大特徵。山間有庄川流過，向北流至富山縣南砺市。聚落就散佈在庄川沿岸僅少數的平原上。
此村屬於日本海側氣候的「特別豪雪地帶」，也因此為了適應此地冬天豪雪的環境，而產生了「合掌造」式此種獨特的建築，至今依舊完整地保留著。此村連同附近集落在1996年12月9日以白川鄉與五箇山的合掌構造村落被聯合國教科文組織登錄為世界遺產。村落與白山國立公園合而為一的背景，成為當地貴重的觀光資源。庄川的上游還有水壩形成的人工湖，白水湖、御母衣湖。
雖然村位於岐阜縣內，但由於經過村內的東海北陸自動車道是富山縣方面先通車（白川交流道），而往同縣高山市在自動車道通車前單程也要1小時半，因此距離更為接近的富山縣南砺市反而成為了白川村對外連結更緊密的城市（即使是2008年東海北陸自動車道全線通車後，往南砺市僅需花35分鐘，往高山市則須50分鐘）。
此外，比起同縣南部的美濃地域，往富山縣及石川縣的移動距離更短。往縣廳所在地岐阜市單程要兩小時，往富山縣富山市及石川縣金澤市分別僅花75分鐘及70分鐘就可以到達（2020年12月资料）。
合掌造聚落亦為同人遊戲《暮蟬悲鳴時》（ひぐらしのなく頃に）中虛構「雛見澤村」的參考藍本。自指定為世界文化遺產後，吸引不少旅客觀光，令該村的「合掌造」有一些由民居變成紀念品店和食店。

## 歷史

### 白川村的成立
古代飛驒國的庄川流域就被稱作白川鄉，境內在河川下側（北側）被稱為「下白川郷」的部分即白川村，河川上側（南側）被稱為「上白川郷」為莊川村（現属高山市）。江戶時代中期開始白川村便開始建造合掌造，建造至今已經有300年歷史。
1875年（明治8年）7月29日，實施村町統合，將芦倉村、有家原村、飯島村、牛首村、内戶村、大窪村、大牧村、尾神村、荻町村、加須良村、小白川村、木谷村、島村、椿原村、野谷村、鳩谷村、平瀬村、福島村、馬狩村、牧村及以及御母衣村合併，成立白川村。1889年（明治22年）の町村制が施行されたときに自治体として発足した。1889年（明治22年）在町村制實施下，以地方自治開始活動。

### 單獨村制的維持
1995年（平成7年）到2005年（平成17年）在推行平成大合併之時，飛驒地域全部的市町村結成「飛驒地域合併推進協議會」，白川村也有參加，並在村內獨立設置「白川村廣域合併研究會」。對於是否編入飛驒地區最大城市高山市形成一市二郡（吉城郡・大野郡），或者繼續維持單獨存在的白川村，進行比較討論，並且在2001年（平成13年）於「合併是非論展開表」做彙整。
討論的結果，如果合併的話雖然可以成為匹敵鳥取縣的3,229平方公里的廣域，但是行政上是否能夠正常運作卻充滿疑問。從白川村移動至高山市中心有83公里，移動起來相當困難費時，而且當時的白川村人口數不足1,900人，可能會造成白川村無法選民意代表，此外也擔心會造成白川村的地方自治體機能的崩壞，因此近8成的居民反對合併。另外也不希望對於跟富山縣南砺市的關係及白川鄉世界遺產的印象造成損害，因此最終在2003年（平成15年）脫離合併議會。繼續維持單獨的存在。
現在的白川村成為飛驒地區唯一的「村」（其他地區都在合併下併入高山市、飛驒市以及下呂市），岐阜縣內除了白川村，在加茂郡尚存唯一一村，東白川村。

### 受到觀光地化的影響
做為讓白川村繼續以村單獨存在的理由，主要就是合掌造聚落於觀光上帶來的收入。雖然以前就因為合掌造聚落而十分有名，但在列入世界遺產後有更多觀光客來造訪。
作為觀光地有人氣的反面，存在的卻是觀光客不守規矩的問題，例如擅自打開自家用的合掌造（非觀光使用）的大門，進門拍照等等。

### 生活的變化
2008年（平成20年）7月，東海北陸自動車道全線通車後改善了通往高山市的交通，大幅縮減了往來的時間。

## 交通

### 鐵路
村內只有道路，沒有鐵道通行。
要利用鐵路的話，可以在搭乘鐵路到達高山站、名古屋站、金澤站、新高岡站、富山站後搭乘高速巴士前往。
此外，高山本線的白川口站並不接近白川村，車站位於加茂郡白川町。

### 巴士
合掌造聚落的入口荻町交叉口，有白川鄉巴士站。村內到達及發出的幾乎都是高速巴士、路線巴士。
下記巴士公司所營運的高速巴士、路線巴士，是村內往其他地區移動的交通手段，是村民們重要的移動方式。
- 岐阜乘合自動車（岐阜巴士）
- 濃飛乘合自動車（濃飛巴士）
- 北陸鐵道（北鐵巴士）
- 加越能巴士
- 海豚交通
- 富山地方鐵道
- 白山計程車
- 平成ENTERPRISE

### 道路

#### 高速道路
- 東海北陸自動車道
白川郷IC

#### 國道
- 國道156號
- 國道360號

#### 縣道
岐阜縣道451号白山公園線

#### 道之驛
- 白川郷
- 飛驒白山

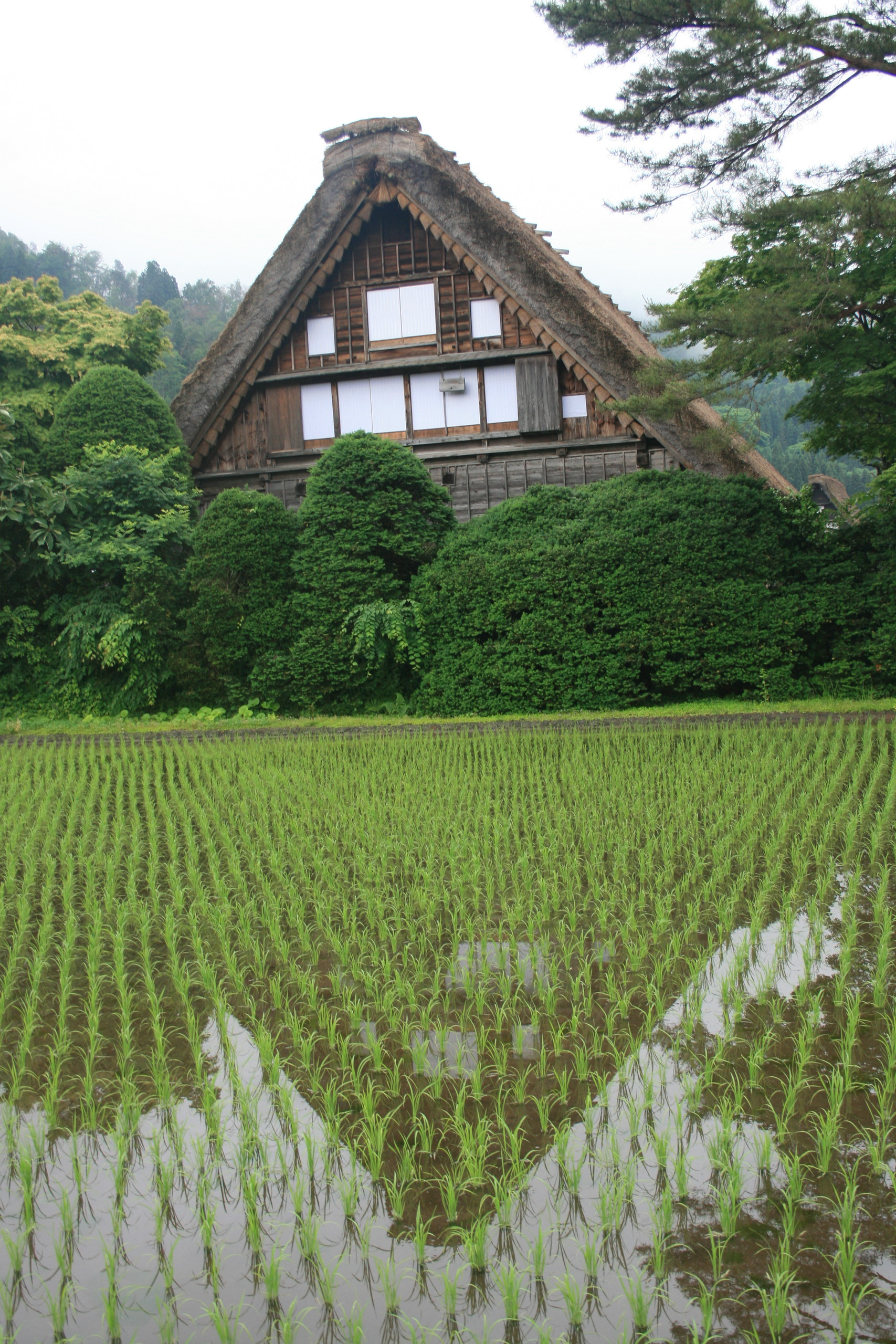
倒映在水田中的和田家宅邸
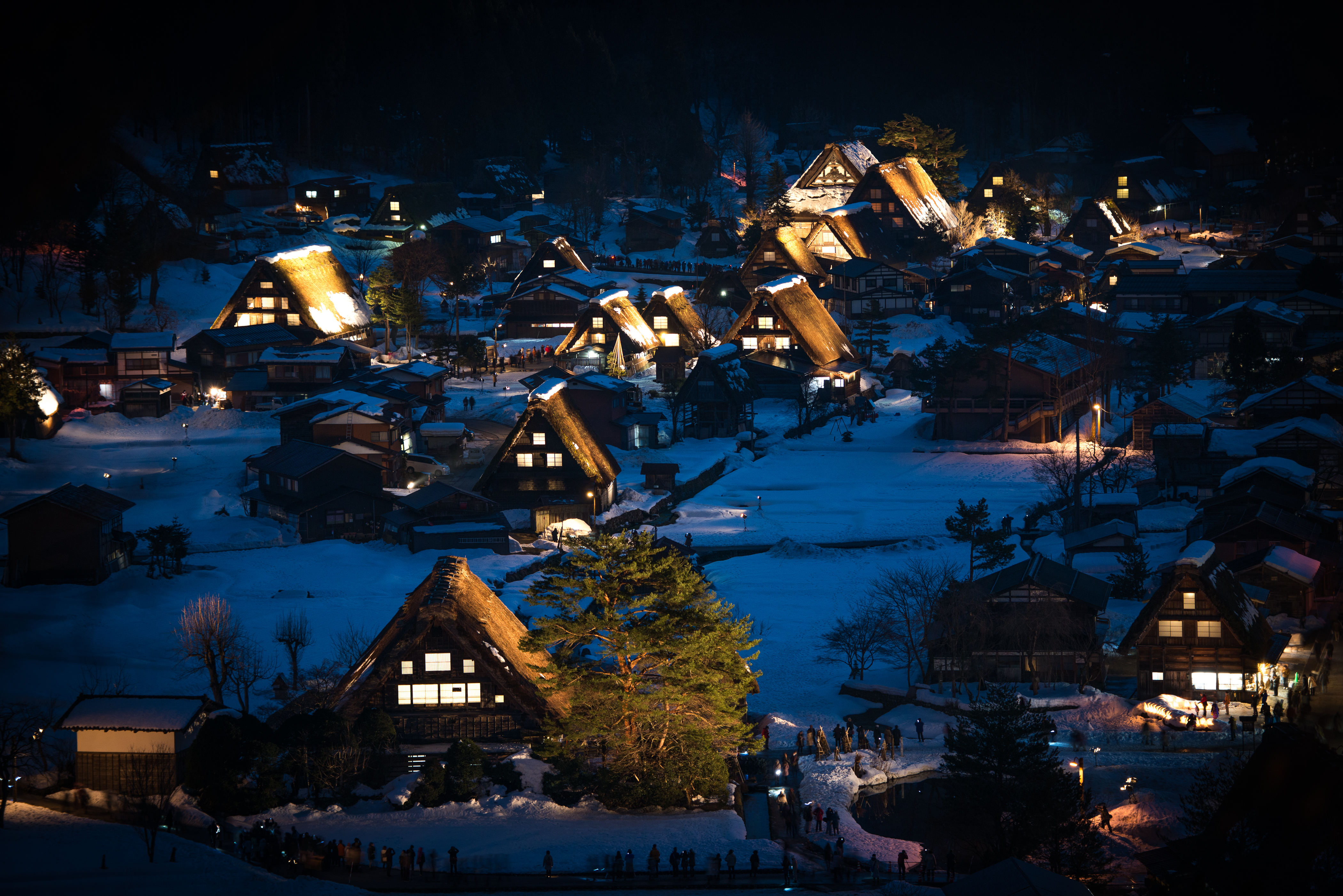
冬天時積雪深厚的白川鄉荻町夜景